# Castedo (Alijó)
Castedo – parafia (freguesia) w gminie Alijó, w Portugalii. Według danych na rok 2011 parafię zamieszkiwały 373 osoby, a gęstość zaludnienia wyniosła 27,7 os./km².

## Klimat
Średnia temperatura wynosi 15 °C. Najcieplejszym miesiącem jest sierpień (27 °C), a najzimniejszym styczeń (4 °C). Średnia suma opadów wynosi 1029 milimetrów rocznie. Najbardziej wilgotnym miesiącem jest styczeń (175 milimetrów opadów), a najbardziej suchym jest sierpień (8 milimetrów opadów).